# D 050 (Türkei)
Die Straße D 050 (Devlet yolu 050) ist eine 223 km lange Straße im Osten der Türkei. Zwischen Pirahmet und Bayburt bildet sie einen Teil der Europastraße 97. Sie führt an sechs Stauseen entlang und dabei durch sechs Tunnel mit einer Gesamtlänge von 4120 m.

## Verlauf
Die Straße beginnt im Westen in Pirahmet (Provinz Gümüshane), wo sie von der D 885 abzweigt und die auf dieser verlaufende Europastraße 97 fortsetzt, führt nach Ostsüdosten über den Pass Vaukdağı Geçidi (1875 m) nach Bayburt, von dort über 13 km nach Norden (gemeinsam mit der D 915) und dann dem Lauf des Flusses Çoruh folgend zur D 925, auf die sie bei Pazaryolu trifft. Nun führt sie auf 13 km gemeinsam mit der D 925 nach İspir, trennt sich von der D 925 und folgt dem Çoruh über Yusufeli, bis sie an der Einmündung des Oltu Çayı in den Çoruh bei Irmakyanı (Provinz Artvin) auf die D 950 trifft und an dieser endet.